# Barleria pseudoprionitis
Barleria pseudoprionitis är en akantusväxtart som beskrevs av Gustav Lindau. Barleria pseudoprionitis ingår i släktet Barleria och familjen akantusväxter. Inga underarter finns listade i Catalogue of Life.